# Moravskoslezské Beskydy
Moravskoslezské Beskydy är en bergskedja i Tjeckien.   Den ligger i regionen Mähren-Schlesien, i den östra delen av landet, 300 km öster om huvudstaden Prag.